# Follas Novas (La Habana)
Follas Novas fue un semanario publicado en La Habana (Cuba), editado de 1897 a 1909.

## Historia y características

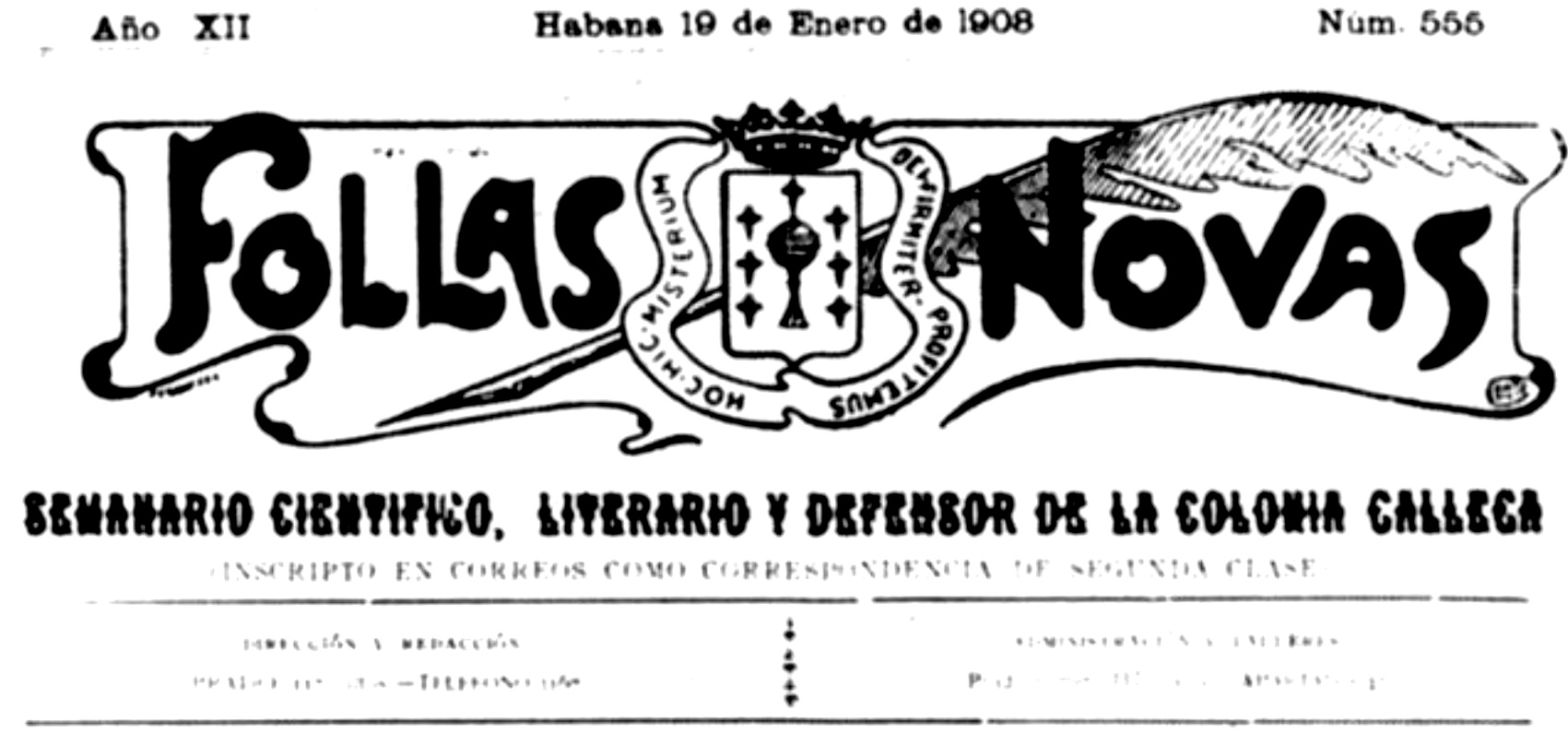
Follas Novas. La Habana 19 de enero de 1908.

Subtitulado Revista semanal ilustrada, apareció el 6 de junio de 1897. El título está inspirado en el poemario tocayo de Rosalía de Castro. En la tercera página aparece el subtítulo Semanario científico, literario y defensor de la Colonia gallega. Los fundadores y propietarios fueron Francisco J. Ramil y Antonio de P. Cea, siendo este último el director hasta 1907, al que sucedieron Adelardo Novo Brocas, Nan de Allariz, Pascual Aenlle, Antón Villar Ponte y nuevamente Adelardo Novo. Como redactor figuró José Baña Pose. En la presentación inicial les enviaba un saludo a la prensa cubana y a El Eco de Galicia.
Follas Novas se publicó unos meses después de desaparecer La Tierra Gallega, y en plena guerra por la independencia, pero no agitó la bandera colonialista ni dedicó una sola línea a defender al colonizador.
Entre sus colaboradores figuraron, en castellano, Benito Fernández Alonso, Basilio Álvarez, Xerardo Álvarez Limeses, Wenceslao Fernández Flórez, Manuel Murguía, Antón Villar Ponte, Emilia Pardo Bazán, Teodosio Vesteiro Torres y Ramón María del Valle-Inclán. Publicó por entregas La alondra, novela de Álvaro de la Iglesia. En lengua gallega hay colaboraciones de Rosalía de Castro, Manuel Curros Enríquez, Eduardo Pondal, Valentín Lamas Carvajal, Francisco Añón, Manuel Amor Meilán, Lisardo Barreiro, Alberto Camino, Nan de Allariz, Evaristo Martelo Paumán, Antonio Noriega Varela, Roberto Blanco Torres, Juan Fernández Merino y Ramiro Gayoso. Publicó por entregas Campaña de la Caprecórneca de Luis Otero Pimentel (y otras colaboraciones firmadas como Xan de Outeiro) y ¡A besta! de Xan de Masma.
A través de sus páginas se reflejaba una preocupación constante por la exaltación de la identidad de Galicia. En 1903 sostuvo una polémica con Curros Enríquez a raíz de la lectura pública de su poema "A espiña". El último número conservado corresponde al 9 de mayo de 1909.